# Gunnar Hübinette
Erik Gunnar Hübinette (i riksdagen kallad Hubinette i Hjälstaby och Hubinette i Örsundsbro), född 22 augusti 1914 i Uppsala församling, död 12 februari 1998 i Giresta församling, Uppsala län, var en svensk lantbrukare och moderat politiker.
Hübinette var ledamot av riksdagens första kammare 1963–1970, invald i Stockholms läns och Uppsala läns valkrets.